# 波音367-80
波音367-80（或稱Dash 80）是由美國波音公司所生產的噴射客機原型機，在此基礎上發展出波音707和KC-135，只生產了一架。

## 歷史

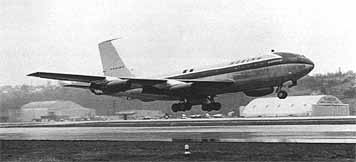
降落中的波音367-80

在1940年代末波音就著手研究噴射飛機的可行性，然而當時沒有一家航空公司對成本高昂的噴射客機有信心。於是波音總裁比尔·阿伦著手研究把KC-97加油機進化為噴射加油機的可行性，以解決KC-97低速度和飛行高度的限制。後來他想到做一個軍民合兩用的設計，先把飛機賣給空軍，取得資金後把設備轉移在客機的製造上，以減少生產成本和風險。然而阿伦的建議受到反對，原因是波音從來沒有成功地銷售民航客機，市場一直被道格拉斯公司壟斷。即使如此，他還是決定製造原型機。不久，在1952年全球首架噴射客機哈維蘭彗星型投入服務後，全球掀起噴射機熱潮，然而很快就因為該客機接連發生空難而降溫。
1954年5月波音367-80原型機出廠，為增加出場效果，波音把飛機塗成黃棕相間，并获得注册号N70700。6月美國空軍正公開招標，尋求加油機的設計提案，道格拉斯公司和洛克希德公司亦都有參與競標，而波音367-80則是波音的王牌，且已大致完成。最終空軍決定採用波音的加油機提案，命名為KC-135。波音公司希望以新的飛機名稱來區別以往的不同，鑑於400-、500-和600-已用在飛彈上，於是決定接下來的噴射機採用700-名稱系列，而机身上的编号也决定了之后量产型号的诞生。
1955年道格拉斯公司決定研發DC-8，進軍噴射客機市場。DC-8的機身比波音寬3英吋，航程亦比波音707遠，能執行橫大西洋航線，因此聯合航空最先宣佈購買DC-8而拋棄波音707。當時美國航空總裁建議波音把機艙寬度擴展至與DC-8一樣，就會購買波音的飛機。波音公司一口答應把機艙寬度擴大4英吋，比DC-8還要多出1英寸。於是美國航空決定購買30架波音707。
波音367-80原型機在經過1,691次飛行共2,350小時後，於1969年被貯存。1972年5月26日，波音把飛機捐贈給美國航空航天博物館，直至1990年被波音收回。波音367-80最後一次飛行是在2003年8月27日，飛往華盛頓杜勒斯國際機場。目前在史密森尼學會國家航空和太空博物館的史蒂文·烏德沃爾哈齊中心作出展示。

## 参見
- 波音707
- 波音720
- C-137同溫層運輸機
- 波音CC-137（英语：Boeing CC-137）
- C-135
- KC-135空中加油機
- 波音NC-135（英语：Boeing NC-135）
- OC-135B偵察機
- 波音RC-135
- WC-135核偵察機
- E-3
- E-6通信中繼機
- E-8指揮機